# إيرينا كيريتشينكو
إيرينا كيريتشينكو (الروسية: Ири́на Ива́новна Кириче́нко) مواليد 13 يونيو 1937 في لوهانسك، أوكرانيا، هي دراجة أوكرانية سابقة.

## روابط خارجية
- إيرينا كيريتشينكو على موقع أرشيف الدراجات (الإنجليزية)